# Commanderie de Fromont
La commanderie de Fromont se trouve sur la commune actuelle de Ris-Orangis dans le département moderne de L'Essonne.

## Histoire
On ne sait pas de quand date la commanderie de Fromont. Elle se composait d'un château avec basse-cour, les terres et les haute, moyenne et basse justice tant de Fromont, que Crosne, Ris, Evry et Misery. L'ordre du Temple avait déjà en 1173 des biens à Fromont qu'il tenait de Gaudy de Savigny, qui en prenant l'habit de l'Ordre lègue tous ses biens aux Templiers,.
Jusqu'en 1246, les terres sont acquises par la prieuré hospitalier du Temple mais après elles sont faites par la commanderie de Fromont. En janvier 1250, Léger et Alpedis de Crouselhes vendent à la commanderie un demi arpent de terre jouxtant un terrain templier pour 30 sols Parisis,.
Lors de la dévolution des biens de l'ordre du Temple la commanderie passa comme membre aux Hospitaliers de l'ordre de Saint-Jean de Jérusalem et la gestion fut faite au nom du prieur par des frères de l'Ordre de façon plus ou moins rentable. Le prieur décida donc, en 1564, d'affermer le domaine pour un fermage de cent livres à Jacques de Thou, conseiller du roi et premier président du Parlement de Paris,. Le bail arrivant à sa fin, de Thou proposa à Pierre de La Fontaine, prieur, d'acheter la propriété contre une rente perpétuelle. Après l'avis favorable du grand maître Jean L'Evesque de La Cassière, Pierre de La Fontaine, accepta moyennant une rente foncière et non rachetable de 200 livres par an. Mais en 1625, Alexandre de Vendôme, prieur, voulut annuler la vente au prétexte qu'elle était non conforme aux statuts de l'Ordre. Arnould de Nouveau, nouveau propriétaire et maître de la chambre aux deniers du roi, gagna devant la chambre des requêtes du Palais et devant le Parlement où Alexandre de Vendôme fit appel. Ainsi la commanderie sortit des biens de l'Ordre.
Après Philippe de Lorraine en devient propriétaire et agrémente les jardins. Il revendit le château en 1704 à la marquise de Clérambaut qui la revendit en 1733 au seigneur Julliot, secrétaire du roi.

## Sources
- Eugène Mannier, Ordre de Malte : Les commanderies du grand-prieuré de France d'après les documents inédits conservés aux Archives nationales à Paris, Aubry & Dumoulin, 1872, 808 p.